# Noë Dussenne
Noë Dussenne (Mons, 7 april 1992) is een Belgische voetballer die doorgaans als verdediger speelt. Hij komt sinds 2025 uit voor Oud-Heverlee-Leuven .

## Spelerscarrière
Dussenne debuteerde in 2009 bij RAEC Mons. Later speelde hij ook nog bij AFC Tubize (op uitleenbasis), Cercle Brugge en Moeskroen-Péruwelz. In het seizoen 2016/17 kwam de verdediger uit voor het Italiaanse FC Crotone. Dussenne speelde negen wedstrijden in de Serie A.
Op 29 augustus 2017 maakte KAA Gent bekend dat Dussenne door Crotone aan Gent verhuurd werd voor het seizoen 2017/18. Het feit dat hij een Belg is speelde hierbij een cruciale rol: Gent was, met het oog op het aantal Belgen op het wedstrijdblad, specifiek op zoek naar een Belgische verdediger. Tijdens de eerstvolgende wedstrijd van Gent, (thuis tegen KRC Genk op 10 september) stond hij meteen in de basiself (eindstand 1-1). Het bleek echter niet de voorbode van een succesvol seizoen: Dussenne vervulde vooral een rol als "voetbalbelg" en kwam dat seizoen slechts zes keer in actie.
In de zomer van 2018 haalde Royal Excel Moeskroen, de club waar hij in het seizoen 2015/16 al gespeeld had, hem definitief terug naar België. Dussenne werd opnieuw een vaste waarde in de verdediging van de Henegouwers. Na één seizoen plukte Standard Luik hem er weg. Nog geen maand later scheurde Dussenne op training de voorste kruisband van zijn rechterknie, waardoor hij meteen lang buiten strijd was. Nadat Zinho Vanheusden in november 2020 voor lange tijd geblesseerd uitviel met zware knieblessure wist Dussenne zijn basisplaats centraal in de defensie bij Standard te veroveren.
In het seizoen 2022/23 werd hij door coach Ronny Deila aangeduid als nieuwe aanvoerder van Standard Luik. Op de eerste speeldag tegen KAA Gent scoorde Dussenne meteen de belangrijke 2-2 gelijkmaker in het slot van de wedstrijd.

## Statistieken
| Seizoen         | Club               | Land            | Competitie         | Competitie | Competitie | Beker | Beker | Supercup | Supercup | Internationaal | Internationaal | Totaal | Totaal |
| Seizoen         | Club               | Land            | Competitie         | Wed.       | Dlp.       | Wed.  | Dlp.  | Wed.     | Dlp.     | Wed.           | Dlp.           | Wed.   | Dlp.   |
| --------------- | ------------------ | --------------- | ------------------ | ---------- | ---------- | ----- | ----- | -------- | -------- | -------------- | -------------- | ------ | ------ |
| 2009/10         | RAEC Mons          | Vlag van België | Tweede Klasse      | 2          | 0          | 0     | 0     | —        | —        | —              | —              | 2      | 0      |
| 2010/11         | RAEC Mons          | Vlag van België | Tweede Klasse      | 2          | 0          | 0     | 0     | —        | —        | —              | —              | 2      | 0      |
| 2011/12         | RAEC Mons          | Vlag van België | Jupiler Pro League | 2          | 0          | 1     | 0     | —        | —        | —              | —              | 3      | 0      |
| 2012/13         | → AFC Tubize       | Vlag van België | Tweede Klasse      | 28         | 1          | 0     | 0     | —        | —        | —              | —              | 28     | 1      |
| 2013/14         | RAEC Mons          | Vlag van België | Jupiler Pro League | 19         | 2          | 1     | 0     | —        | —        | —              | —              | 20     | 2      |
| 2014/15         | Cercle Brugge      | Vlag van België | Jupiler Pro League | 30         | 1          | 5     | 1     | —        | —        | —              | —              | 35     | 2      |
| 2015/16         | Moeskroen-Péruwelz | Vlag van België | Jupiler Pro League | 34         | 6          | 3     | 0     | —        | —        | —              | —              | 37     | 6      |
| 2016/17         | Moeskroen-Péruwelz | Vlag van België | Jupiler Pro League | 4          | 0          | 0     | 0     | —        | —        | —              | —              | 4      | 0      |
| 2016/17         | FC Crotone         | Vlag van Italië | Serie A            | 8          | 0          | 0     | 0     | —        | —        | —              | —              | 8      | 0      |
| 2017/18         | FC Crotone         | Vlag van Italië | Serie A            | 1          | 0          | 0     | 0     | —        | —        | —              | —              | 1      | 0      |
| 2017/18         | → KAA Gent         | Vlag van België | Jupiler Pro League | 4          | 0          | 2     | 0     | —        | —        | 0              | 0              | 6      | 0      |
| 2018/19         | Excel Moeskroen    | Vlag van België | Jupiler Pro League | 26         | 1          | 2     | 0     | —        | —        | —              | —              | 28     | 1      |
| 2019/20         | Excel Moeskroen    | Vlag van België | Jupiler Pro League | 2          | 0          | 0     | 0     | —        | —        | —              | —              | 2      | 0      |
| 2019/20         | Standard Luik      | Vlag van België | Jupiler Pro League | 2          | 0          | 0     | 0     | —        | —        | 0              | 0              | 2      | 0      |
| 2020/21         | Standard Luik      | Vlag van België | Jupiler Pro League | 23         | 2          | 2     | 0     | —        | —        | 7              | 0              | 18     | 3      |
| 2021/22         | Standard Luik      | Vlag van België | Jupiler Pro League | 20         | 1          | 3     | 0     | —        | —        | —              | —              | 23     | 1      |
| 2022/23         | Standard Luik      | Vlag van België | Jupiler Pro League | 1          | 1          | 0     | 0     | —        | —        | —              | —              | 1      | 1      |
| Carrière totaal | Carrière totaal    | Carrière totaal | Carrière totaal    | 187        | 13         | 15    | 1     | 0        | 0        | 7              | 0              | 209    | 14     |

Bijgewerkt t.e.m. 23 juli 2022.